# Ercole Boero
Ercole Boero (* 1889 in La Spezia; † 7. Juni 1952 in Genua) war ein italienischer Wasserballspieler.

## Karriere
Boero begann seine Karriere im Wasserball beim CFC Genua. Mit ihnen gewann er 1912 die italienische Meisterschaft. 1920 nahm er an den Olympischen Spielen in Antwerpen teil. Hier erreichte er mit der italienischen Nationalmannschaft den elften Rang. Vier Jahre später war er Trainer der italienischen Mannschaft bei den Spielen in Paris.
Sein Bruder Mario Boero nahm 1920 gemeinsam mit ihm am Wasserballwettbewerb teil.